# 男子100メートル競走世界記録の推移

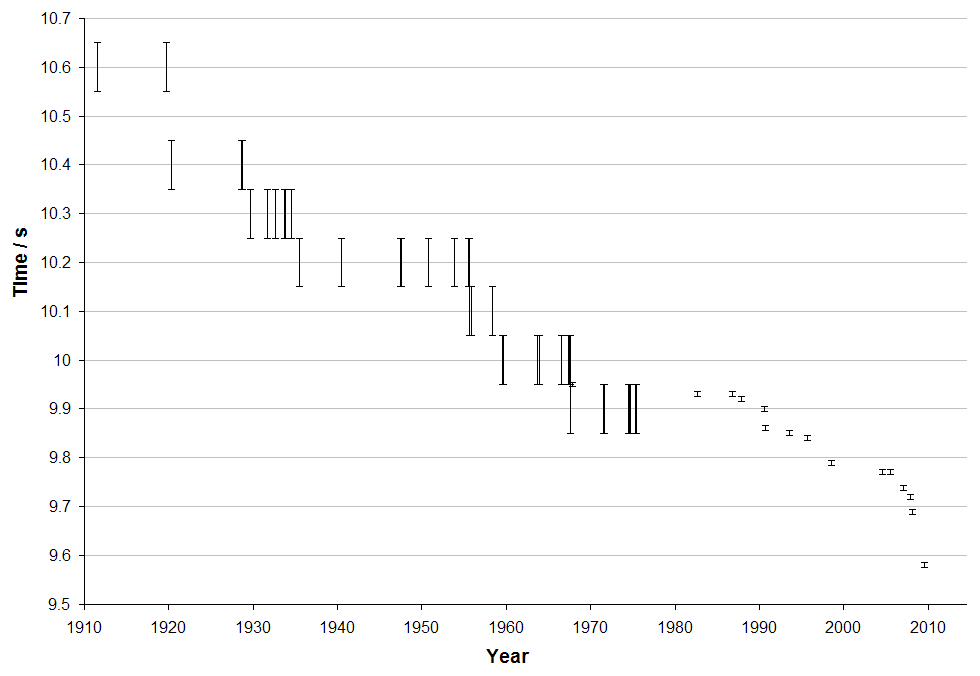
男子100メートル競走世界記録の推移

ここでは、陸上競技男子100mの世界記録の推移を示す。

## 手動計時
1912年のストックホルムオリンピックの男子100m予選において、ドナルド・リッピンコット（アメリカ）が記録した10秒6が国際陸連が初めて公認した世界記録である。その後、1929年頃には、1⁄10秒刻みのストップウォッチを3人の計測員が使用するといった手動計時の細かなルールが定められ、それが運用されていった。
ここでは、国際陸連によって手動計時が公認されていた1912年から1976年までの世界記録の推移を示す。
| 記録  | 風速   | 名前                                 | 国籍             | 日付           | 備考           |
| ----- | ------ | ------------------------------------ | ---------------- | -------------- | -------------- |
| 10秒6 |        | ドナルド・リッピンコット             | アメリカ合衆国   | 1912年7月6日   | OR             |
| 10秒6 |        | ジャクソン・ショルツ                 | アメリカ合衆国   | 1920年9月16日  |                |
| 10秒4 |        | チャールズ・パドック                 | アメリカ合衆国   | 1921年8月23日  |                |
| 10秒4 | 0.0㎧  | エディ・トーラン                     | アメリカ合衆国   | 1929年8月8日   |                |
| 10秒4 |        | エディ・トーラン                     | アメリカ合衆国   | 1929年8月25日  |                |
| 10秒3 |        | パーシー・ウィリアムズ               | カナダ           | 1930年8月9日   |                |
| 10秒3 | +0.4㎧ | エディ・トーラン                     | アメリカ合衆国   | 1932年8月1日   | 電動10秒38     |
| 10秒3 |        | ラルフ・メトカーフ                   | アメリカ合衆国   | 1933年8月12日  |                |
| 10秒3 |        | ユーロス・ピーコック                 | アメリカ合衆国   | 1934年8月6日   |                |
| 10秒3 |        | クリス・ベルガー                     | オランダ         | 1934年8月6日   |                |
| 10秒3 |        | ラルフ・メトカーフ                   | アメリカ合衆国   | 1934年9月15日  |                |
| 10秒3 | +2.0㎧ | ラルフ・メトカーフ                   | アメリカ合衆国   | 1934年9月23日  |                |
| 10秒3 | +2.5㎧ | 吉岡隆徳                             | 日本             | 1935年6月15日  | [ 4 ]          |
| 10秒2 | +1.2㎧ | ジェシー・オーエンス                 | アメリカ合衆国   | 1936年6月20日  |                |
| 10秒2 | -0.9㎧ | ハロルド・デービス                   | アメリカ合衆国   | 1941年6月6日   |                |
| 10秒2 | +0.7㎧ | ロイド・ラビーチ                     | パナマ           | 1948年5月15日  |                |
| 10秒2 |        | バーニー・ユーウェル                 | アメリカ合衆国   | 1948年7月9日   | 電動10秒35     |
| 10秒2 | 0.0㎧  | エマニュエル・マクドナルド＝ベイリー | イギリス         | 1951年8月25日  |                |
| 10秒2 | +1.1㎧ | ハインツ・フュッテラー               | 西ドイツ         | 1954年10月31日 |                |
| 10秒2 | +0.9㎧ | ボビー・モロー                       | アメリカ合衆国   | 1956年5月19日  |                |
| 10秒2 | -1.0㎧ | アイラ・マーチソン                   | アメリカ合衆国   | 1956年6月1日   |                |
| 10秒2 | 0.0㎧  | ボビー・モロー                       | アメリカ合衆国   | 1956年6月22日  |                |
| 10秒2 | -1.3㎧ | アイラ・マーチソン                   | アメリカ合衆国   | 1956年6月29日  |                |
| 10秒2 | -0.3㎧ | ボビー・モロー                       | アメリカ合衆国   | 1956年6月29日  |                |
| 10秒1 | +0.7㎧ | ウィリー・ウィリアムズ               | アメリカ合衆国   | 1956年8月3日   |                |
| 10秒1 | +1.0㎧ | アイラ・マーチソン                   | アメリカ合衆国   | 1956年8月4日   |                |
| 10秒1 | +1.5㎧ | リーモン・キング                     | アメリカ合衆国   | 1956年10月20日 |                |
| 10秒1 | +0.9㎧ | リーモン・キング                     | アメリカ合衆国   | 1956年10月27日 |                |
| 10秒1 | +1.3㎧ | レイ・ノートン                       | アメリカ合衆国   | 1959年4月18日  |                |
| 10秒0 | +0.9㎧ | アルミン・ハリー                     | 西ドイツ         | 1960年6月21日  | 電動10秒25     |
| 10秒0 | -0.9㎧ | ハリー・ジェローム                   | カナダ           | 1960年7月15日  |                |
| 10秒0 | 0.0㎧  | オラシオ・エステベス                 | ベネズエラ       | 1964年8月15日  |                |
| 10秒0 | +1.3㎧ | ボブ・ヘイズ                         | アメリカ合衆国   | 1964年10月15日 | 電動10秒06     |
| 10秒0 | +2.0㎧ | ジム・ハインズ                       | アメリカ合衆国   | 1967年5月27日  | 電動10秒17     |
| 10秒0 | +1.8㎧ | エンリケ・フィゲロラ                 | キューバ         | 1967年6月17日  |                |
| 10秒0 | 0.0㎧  | ポール・ナッシュ                     | 南アフリカ共和国 | 1968年4月2日   | A              |
| 10秒0 | +1.1㎧ | オリバー・フォード                   | アメリカ合衆国   | 1968年5月31日  | A              |
| 10秒0 | +2.0㎧ | チャールズ・エドワード・グリーン     | アメリカ合衆国   | 1968年6月20日  | 電動10秒20     |
| 10秒0 | +2.0㎧ | ロジェ・バンビュク                   | フランス         | 1968年6月20日  | 電動10秒28     |
| 9秒9  | +0.8㎧ | ジム・ハインズ                       | アメリカ合衆国   | 1968年6月20日  | 電動10秒03     |
| 9秒9  | +0.9㎧ | ロニー・レイ・スミス                 | アメリカ合衆国   | 1968年6月20日  | 電動10秒14     |
| 9秒9  | +0.9㎧ | チャールズ・エドワード・グリーン     | アメリカ合衆国   | 1968年6月20日  | 電動10秒10     |
| 9秒9  | +0.3㎧ | ジム・ハインズ                       | アメリカ合衆国   | 1968年10月14日 | OR,A,電動9秒95 |
| 9秒9  | 0.0㎧  | エディ・ハート                       | アメリカ合衆国   | 1972年7月1日   |                |
| 9秒9  | 0.0㎧  | レイ・ロビンソン                     | アメリカ合衆国   | 1972年7月1日   |                |
| 9秒9  | +1.3㎧ | スティーブ・ウィリアムズ             | アメリカ合衆国   | 1974年6月21日  |                |
| 9秒9  | +1.1㎧ | シルビオ・レオナルド                 | キューバ         | 1975年6月5日   |                |
| 9秒9  | 0.0㎧  | スティーブ・ウィリアムズ             | アメリカ合衆国   | 1975年7月16日  |                |
| 9秒9  | -0.2㎧ | スティーブ・ウィリアムズ             | アメリカ合衆国   | 1975年8月22日  |                |
| 9秒9  | +0.7㎧ | スティーブ・ウィリアムズ             | アメリカ合衆国   | 1976年3月27日  |                |
| 9秒9  | +0.7㎧ | ハーヴェイ・グランス                 | アメリカ合衆国   | 1976年4月3日   |                |
| 9秒9  |        | ハーヴェイ・グランス                 | アメリカ合衆国   | 1976年5月1日   |                |
| 9秒9  | +1.7㎧ | ドン・クォーリー                     | ジャマイカ       | 1976年5月22日  |                |

## 電動計時
世界的に100mの電動計時が始まったのは、1964年の東京オリンピックからである。当初は手動計時と電動計時とが併用され、両方の記録が公認されていたが、電動計時が普及したことにより、1977年1月より、国際陸連は電動計時による記録のみを公認するようになった。
ここでは、1977年以降の男子100mの世界記録の推移を示す。なお、1976年以前の電動計時による世界記録は、1968年のメキシコシティオリンピック男子100m決勝でジム・ハインズ（アメリカ）が記録した9秒95である。
| 記録  | 風速   | 名前               | 国籍           | 日付          | 備考 |
| ----- | ------ | ------------------ | -------------- | ------------- | ---- |
| 9秒93 | +1.4㎧ | カルヴィン・スミス | アメリカ合衆国 | 1983年7月3日  | A    |
| 9秒92 | +1.1㎧ | カール・ルイス     | アメリカ合衆国 | 1988年9月24日 | OR   |
| 9秒90 | +1.9㎧ | リロイ・バレル     | アメリカ合衆国 | 1991年6月14日 |      |
| 9秒86 | +1.2㎧ | カール・ルイス     | アメリカ合衆国 | 1991年8月25日 |      |
| 9秒85 | +1.2㎧ | リロイ・バレル     | アメリカ合衆国 | 1994年7月6日  |      |
| 9秒84 | +0.7㎧ | ドノバン・ベイリー | カナダ         | 1996年7月27日 | OR   |
| 9秒79 | +0.1㎧ | モーリス・グリーン | アメリカ合衆国 | 1999年6月16日 |      |
| 9秒77 | +1.6㎧ | アサファ・パウエル | ジャマイカ     | 2005年6月14日 |      |
| 9秒77 | +1.5㎧ | アサファ・パウエル | ジャマイカ     | 2006年6月11日 |      |
| 9秒77 | +1.0㎧ | アサファ・パウエル | ジャマイカ     | 2006年8月18日 |      |
| 9秒74 | +1.7㎧ | アサファ・パウエル | ジャマイカ     | 2007年9月9日  |      |
| 9秒72 | +1.7㎧ | ウサイン・ボルト   | ジャマイカ     | 2008年5月31日 |      |
| 9秒69 | 0.0㎧  | ウサイン・ボルト   | ジャマイカ     | 2008年8月16日 | OR   |
| 9秒58 | +0.9㎧ | ウサイン・ボルト   | ジャマイカ     | 2009年8月16日 |      |